# Pismo pape Ivana VIII. knezu Branimiru
Pismo pape Ivana VIII. knezu Branimiru pisano je u Rimu 7. lipnja 879. godine na pergamentu veličine 24 × 34 cm. Pismo započinje riječima: Dilecto filio Branimir (hrv. Ljubljenom sinu Branimiru). Pismo je izrazito srdačno sročeno, a sadrži i obavijest o tome da je papa prilikom službe na oltaru sv. Petra dižući ruke uvis blagoslovio kneza Branimira, cijeli njegov narod te cijelu njegovu zemlju. Time se ovo pismo smatra i onovremenim priznanjem hrvatske samostalnosti i suverenosti. Papa Ivan VIII. podržavao je i štitio sv. Metoda u sukobima s njemačkim biskupima te ga je imenovao prvim biskupom slavenskog liturgijskog jezika. Pismo se čuva u Vatikanskom arhivu (tal. Archivio Vaticano).
 izvorni tekst na WikIzvoru: cijeli tekst pisma pape Ivana VIII. knezu Branimiru
U pismu Teodoziju, papa poziva ninskoga biskupa da biskupsko posvećenje ne prima od drugih, nego polaganjem papinih ruku. U vrijeme teških nesporazuma s Carigradskom patrijaršijom, dok je u Carigradu patrijarh Focije, papa nastoji uspostaviti i učvrstiti svoju jurisdikciju u Primorskoj Hrvatskoj u kojoj je prije Branimira, kao bizantski vazal, a stoga i sklon Carigradskoj patrijaršiji, vladao Zdeslav. I u pismu svećenstvu i svemu puku, papa ih poziva da se „vrate svetoj Rimskoj Crkvi.“ Sva tri pisma pisana su istog dana i odgovor su na ranije pismo kneza Branimira što ga je ovaj poslao po „časnom svećeniku Ivanu.“ Taj je Ivan bio papin izaslanik koji je, osim Hrvatima, papina pismo ponio i okolnim krajevima.
Dana 8. lipnja 879. papa piše i dalmatinskim biskupima, koji su tada bili pod izravnom jurisdikcijom Carigrada, te im prijeti izopćenjem ne vrate li se rimskoj stolici. Pismo upućeno ovim biskupima znatno je oštrijega tona, pa valja pretpostaviti da su s njima odnosi bili vrlo loši. Slična pisma, datirana između 7. i 14. lipnja 879. papa šalje i bugarskom kralju Borisu I. (Mihajlu), velikomoravskom knezu Svatopluku i nadbiskupu Metodu u Panoniji. Nakon Teodozijeva posjeta papi, ovaj (vjerojatno 881. ili 882.) piše Branimiru, svećenstu i svemu puku. Iz ovoga se pisma vidi da je Branimir pozitivno odgovorio na poziv tješnjih veza s Rimom, pa ga papa upućuje da u Rim pošalje svoje izaslanike, a papa će onda, o njihovu povratku, poslati i svoje u Hrvatsku. izvorni tekst na WikIzvoru: tekst pisma pape Ivana VIII. knezu Branimiru, svećenstvu i svemu narodu
Ipak, Hrvati nisu ovu vjernost Rimu pokazivali izravno i bez zadrške, nego preko akvilejske patrijaršije. Na taj je način Branimir, poput franačkih vladara, zadržao veću samostalnost u imenovanju biskupa na svome području. Kasnije će papa Stjepan V. prekoravati Teodozija što je preuzeo biskupsko mjesto davši se posvetiti od akvilejskoga patrijarha, a da nije tražio izričitu dozvolu pape. Teodozije kasnije postaje i splitskim nadbiskupom, te se tako u njegovoj osobi sjedinjuje Crkva na području Teme Dalmacije i Primorske Hrvatske, što opet govori o snazi i mudroj politici što su je zajedno vodili Branimir i Teodozije.

## Vanjske poveznice
- Hrvatska povijesnica  Arhivirana inačica izvorne stranice od 14. lipnja 2015. (Wayback Machine)